# جراحة الكتف
جراحة الكتف هي وسيلة لعلاج الكتف المصاب. طُورت العديد من العمليات الجراحية لترميم العضلات أو الأنسجة الضامة أو المفاصل المتضررة جراء الإصابات الرضحية أو الناتجة عن إرهاق الكتف.

## خلع الكتف
يمكن علاج خلع الكتف بـ:
- الترميم عبر تنظير المفصل
- ترميم الشفا الحقاني (الأمامي أو الخلفي)[1]

في بعض الحالات، لا تكفي الجراحة بالمنظار لعلاج الكتف المصاب. عندما ينخلع الكتف عدة مرات ويتآكل، يحدث خلل في اصطفاف الرأس الكروي للعظم ضمن التجويف الحقي. يصبح التجويف مهترئ ما يمنع الرأس الكروي من الاستقرار ضمنه بالشكل المناسب. بعد عدة خلوع، تبدأ عظام الكتف في التآكل والتشقق. عندما يحدث ذلك، يجب إجراء جراحة أخرى.
تسمى العملية جراحة لاتارجيت. يتضمن الإجراء نقل الناتئ الغرابي مع العضلات المتصلة به إلى المنطقة المصابة أعلى الجزء الأمامي من الشفا الحقاني. يحل الناتئ الغرابي مكان العظم المفقود وتعمل العضلة المنقولة أيضًا كداعم عضلي إضافي لمنع حدوث مزيد الخلوع. تعد عملية جراحية مفتوحة وتتطلب المبيت في المستشفى. يستغرق الشفاء 4-6 أشهر.
- إعادة التأهيل:

يعتمد الشفاء على عدة عوامل:
- مكان حدوث الخلع
- شدة الخلع
- مدى جودة الإجراء الجراحي المطبق

يستغرق الشفاء ما لا يقل عن أربعة إلى ستة أسابيع حتى يعاود الشفا التحامه بعظم الكتف (لوح الكتف)، وربما أربعة إلى ستة أسابيع أخرى حتى يسترجع قوته. الشفا هو عبارة عن حلقة غضروفية على حافة تجويف قليل العمق ضمن لوح الكتف حيث يتوضع رأس عظم العضد ويدور فيه بشكل طبيعي.
بمجرد أن يلتئم الشفا ضمن حافة لوح الكتف، يجب أن يكون الإجهاد المطبق عليه تدريجيًا وخفيفًا حتى يسترجع قوته. من المهم عدم تعرضه لإصابة أخرى في أثناء فترة الشفاء. يعتمد مقدار حركة وشد الذراع المسموح بهما بعد الجراحة أيضًا على عدة عوامل، والأمر متروك للجراح لإعلام المريض بالإرشادات ومدى سرعة شفائه.
بسبب التباين في الإصابات ونوع الإجراء الإصلاحي المُتخذ، يصعب التنبؤ بمدى سرعة عودة الفرد إلى الأنشطة والرياضة بعد الإجراء. يعد نوع الرياضة مهمًا أيضًا، لأن ممارسي الرياضات التي تتطلب الاحتكاك المباشر لديهم فرصة أكبر لإصابة الشفا بعد ترميمه. مع ذلك، يسترجع أغلب المرضى الوظيفة الكاملة للكتف بعد ترميم الشفا، ويمكن لمعظم المرضى العودة إلى مستواهم الرياضي السابق دون قيود أو مع القليل منها.
- ترميم الأربطة المحفظية (إصلاح بانكارت)
- ترميم الرأس الكبير للعضلة ذات الرأسين العضدية الطويلة أو تمزق سلاب
- شد محفظة الكتف (رفو المحفظة)
- عمليات الترميم المفتوحة (للخلوع المترافقة بكسور، وما إلى ذلك)
- جراحة خياطة أوتار العضلة ذات الرأسين العضدية

يُطبق إجراء جراحي للكتف عند احتمالية تمزق أوتار العضلة ذات الرأسين أو تمزق الشفا المعروف باسم تمزق سلاب. يمر الرأس الطويل للعضلة ذات الرأسين العضدية عبر مفصل الكتف ويلتصق بالشفا. في أثناء خياطة أوتر العضلة ذات الرأسين، يعمل الجراح على قطع وتر العضلة ذات الرأسين من الشفا ويعيد ربطه بعظم العضد باستخدام خيوط جراحية. بعد قيامه بذلك، يخف الضغط عن الشفا ما يحد من الألم بشكل كبير. تُجرى هذه الجراحة للتخفيف من التهاب العضلة ذات الرأسين ويمكن إجراؤها بالتوافق مع جراحة سلاب. يستغرق الشفاء نحو 4-8 أشهر حسب الفرد ويتطلب علاجًا طبيعيًا.